# 京葉銀行
株式会社京葉銀行（けいようぎんこう、英: The Keiyo Bank, Ltd.）は、千葉県千葉市中央区に本店を置く第二地方銀行。通称は「αBANK（アルファバンク）」。

## 概要
店舗展開は千葉県内が中心。県外には東京都区部に3店ある。東京支店は中央区日本橋室町のビル上階にある空中店舗。東陽町支店（江東区の東陽町駅前）と品川支店（港区の品川駅前）は事業性融資専門である。
北洋銀行に次ぎ第二地方銀行で2番目の規模である。
浦安市と四街道市の指定金融機関である。
千葉市が重点的に開発を進める千葉駅西口地区と千葉中央港地区の中間に、本部事務棟及び電算センター「京葉銀行 千葉みなと本部」を建設した。本部ビルは2015年5月7日から業務を開始し、店頭窓口は設けずにATMコーナーのみ開設する。
軟式野球部は全国屈指の強豪チームとして知られ、天皇賜杯全日本軟式野球大会7回、国体5回の合計12回優勝した。
2022年度、2023年度、2024年度にそれぞれ経済産業省健康経営優良法人に認定される。

## 沿革
- 1943年（昭和18年）3月31日 - 千葉無尽株式会社、大昭無尽株式会社、千葉共栄無尽株式会社が合併、千葉合同無尽株式会社設立。
- 1944年（昭和19年）6月 - 本店移転（千葉市本町2丁目）。
- 1945年（昭和20年）7月 - 国民共済無尽株式会社を吸収合併。
- 1951年（昭和26年）10月 - 相互銀行の営業免許を取得し、株式会社千葉相互銀行に商号変更。
- 1965年（昭和40年）5月 - 本店新築移転（千葉市富士見1丁目）。
- 1973年（昭和48年）4月 - 東京証券取引所第2部上場。
- 1974年（昭和49年）
  - 2月 - 東京証券取引所第1部上場。
  - 8月 - 事務センターを千葉市美浜区幸町に新設。
- 1975年（昭和50年）4月 - 第1期オンラインシステム稼働。
- 1985年（昭和60年）11月 - 第2期総合オンラインシステム稼働。
- 1989年（平成元年）2月 - 千葉相互銀行が、金融機関の合併及び転換に関する法律第6条第5項の規定に基づいて銀行法により免許を受けたとみなされる。普通銀行となり、株式会社京葉銀行へ商号変更。
- 1999年（平成11年）1月 - 新総合オンラインシステム稼働。
- 2015年（平成27年）
  - 5月 - 千葉みなと本部ビルで業務を開始。
  - 7月1日 - 東京都江東区に東陽町法人営業所を開設[8]。
- 2016年（平成28年）
  - 1月12日 - 本店営業部を刷新[9]。
  - 7月 - 千葉銀行、千葉興業銀行、日本ATMと提携に基づく事務作業共同化を開始[10]。
- 2018年（平成30年）
  - 9月 取引先の海外進出や訪日観光客向けビジネス支援のため、エイチ・アイ・エス (HIS) とビジネスマッチング契約、
  - 11月 地域経済活性化支援機構と専門家派遣契約[11]。

## 情報処理システム

### 勘定系システム
従来は日立製作所製メインフレームで勘定系システムを稼働するが、2014年5月に静岡銀行が日立とともに開発を進める次世代オープン勘定系パッケージを採用することを発表した。新システムは当初2021年1月稼働を予定したが、2019年1月に「急速なデジタル化・IT化という金融環境の変化に対応できるシステム基盤を構築するため」に稼働時期を2022年5月へ見直すことを発表した。以後2021年6月に2023年度中へ、2023年10月に2025年1月へ、とそれぞれ見直しを発表し、2025年1月4日稼働を開始した。

## 関連会社
- 株式会社京葉銀カード
- 株式会社京葉銀保証サービス

## 冠スポンサー番組
- KEIYOGINKO POWER COUNTDOWN REAL - 2011年のHOT30から
- KEIYOGINKO GRAND COUNTDOWN REAL - 年末恒例特番。